# The Tender Land

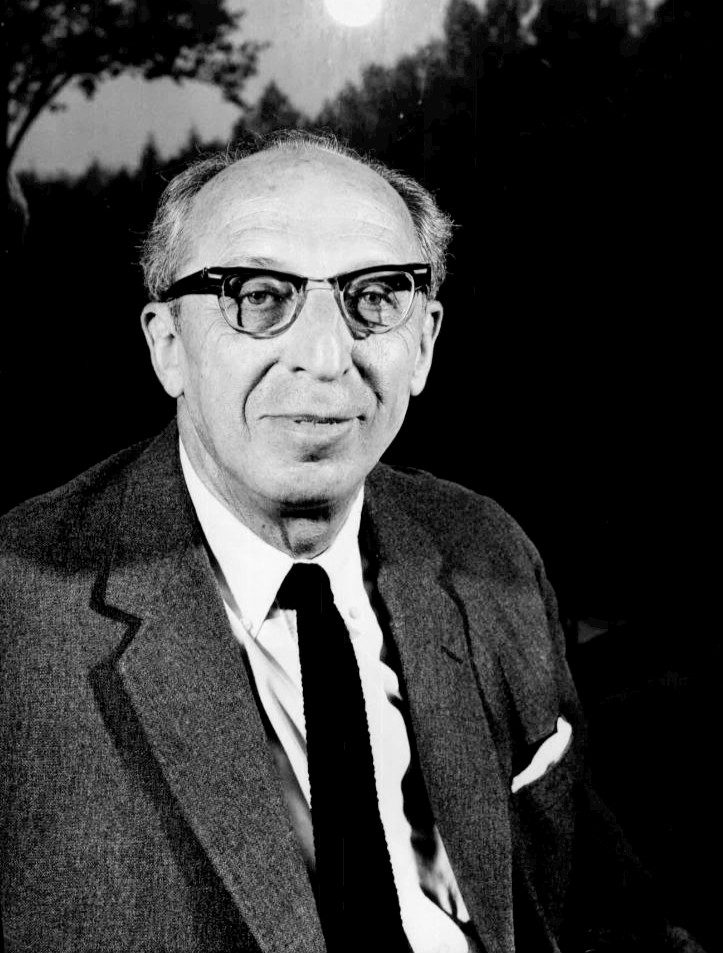
Aaron Copland

The Tender Land (Det bräckliga landet) är en amerikansk opera i tre akter med musik av Aaron Copland och libretto av Horace Everett efter James Agees bok Let Us Now Praise Famous Men (1941).

## Historia
Agees bok, med fotografier av Walker Evans, var en dokumentation om den amerikanska depressionen på 1930-talet. I början av 1950-talet sökte Copland efter ett lämpligt operalibretto och tog kontakt med flera författare. 1952 kontaktades han av Richard Rodgers och Oscar Hammerstein II om att komponera en opera för televisionen. När operan var klar förkastade NBC hela projektet och verket fick istället premiär den 1 april 1954 på New York City Opera i regi av Jerome Robbins.
Liksom Coplands tidigare opera, The Second Hurricane, fick The Tender Land ett svalt mottagande. Både kompositör och librettist kände att de hade gjort misstag och de omarbetade verket till en opera i tre akter istället för två. 1965 gjordes en konsertversion av operan som resulterade i en skivinspelning med utdrag från operan. 1975 sändes operan i TV som ursprungligen var tänkt och 1987 sattes den upp i Newhaven i en uppsättning som spelades mer än 50 gånger. 

## Personer
- Laurie Moss (sopran)
- Martin, kringresande arbetare (tenor)
- Grandpa Moss (basstämma)
- Ma Moss (kontraalt)
- Beth Moss, Lauries syster (sopran)
- Top, kringresande arbetare (baryton)
- Mr. Splinters, brevbärare (tenor)
- Mrs. Splinters (mezzosopran)
- Mr. Jenks (baryton)
- Mrs. Jenks (sopran)

## Handling
Skördetid vid en mellanamerikansk lantgård på 1930-talet.
Två kringresande arbetare, Martin och Top, kommer till en lantgård för att söka arbete. De tas emot med en viss skepsis. Dottern i familjen, Laurie, förälskar sig i Martin. De talar om att resa iväg tillsammans och söka lyckan och friheten. Grandpa Moss avskedar männen. Martin inser att detta skulle innebära att han var fast på gården med Laurie istället för att söka friheten. Männen ger sig av innan Laurie vaknar. När Laurie inser att hon har blivit övergiven bestämmer hon sig för att ändå ge sig av och söka lyckan ensam.